# Став (Люблінське воєводство)
Став (пол. Staw) — село в Польщі, у гміні Холм Холмського повіту Люблінського воєводства. Населення — 540 осіб (2011).

## Історія
За даними етнографічної експедиції 1869—1870 років під керівництвом Павла Чубинського, у селі здебільшого проживали греко-католики, які розмовляли українською мовою.
У 1975—1998 роках село належало до Холмського воєводства.

## Демографія
Демографічна структура станом на 31 березня 2011 року:
|          | Загалом | Допрацездатний вік | Працездатний вік | Постпрацездатний вік |
| -------- | ------- | ------------------ | ---------------- | -------------------- |
| Чоловіки | 258     | 47                 | 189              | 22                   |
| Жінки    | 282     | 50                 | 176              | 56                   |
| Разом    | 540     | 97                 | 365              | 78                   |